# Эль-Кабир, Отман
Отма́н Эль-Каби́р (нидерл. Othman El Kabir; 17 июля 1991, Амстердам, Нидерланды) — нидерландский и марокканский футболист, полузащитник.
Младший брат Мустафы Эль-Кабира.

## Биография
На юношеском и молодёжном уровне играл до 2013 года за нидерландские команды «Блау-Вит» Амстердам, DCG, «Утрехт», «НАК Бреда». На профессиональном уровне выступал в составе шведских клубов «Сёльвесборг» (2010 — две игры), «Энгельхольм» (2013—2014 — 51 игра, 7 голов), «АФК Юнайтед» Сольна (2015—2016 — 42 игры, 14 голов), «Юргорден» (2016—2018 — 42 игры, 5 голов).
19 февраля 2018 года перешёл в российский клуб премьер-лиги «Урал» Екатеринбург, дебютировал на Кубке ФНЛ. 20 февраля в полуфинальном матче против «Шинника» (2:0) вышел на замену на 53-й минуте и на 69-й минуте забил второй мяч команды. Через три дня в финальном матче «Урал» обыграл «Луч-Энергию» (1:1, 4:2 — пен.), а Эль-Кабир на 24-й минуте открыл счёт. В чемпионате России дебютировал 3 марта в гостевом матче 21 тура против ЦСКА (0:1). 17 марта в гостевом матче 23 тура против «СКА-Хабаровск» (3:0) на 72-й минуте забил второй мяч команды и на 89-й ассистировал Ильину.
30 июня 2021 года спортсмен сообщил, что покидает «Урал». В августе 2023 года стал игроком шведского «Йёнчёпингс Сёдра», подписав контракт до конца года.